# Coffee & Kareem
Coffee & Kareem is een Amerikaanse komische actiefilm uit 2020, geregisseerd door Michael Dowse. De film werd op 3 april 2020 uitgebracht door Netflix.

## Verhaal
Het verhaal gaat over de 12-jarige Kareem Manning, die een crimineel inhuurt om politieagent James Coffee, de nieuwe vriend van zijn moeder te intimideren. Dit gaat echter niet volgens plan, maar in plaats daarvan worden Kareem en Coffee gedwongen om de meest meedogenloze drugsbaron van Detroit te ontwijken.

## Rolverdeling
| Acteur                     | Personage       |
| -------------------------- | --------------- |
| Ed Helms                   | James Coffee    |
| Terrence Little Gardenhigh | Kareem Manning  |
| Taraji P. Henson           | Vanessa Manning |
| Betty Gilpin               | Detective Watts |
| RonReaco Lee               | Orlando Johnson |
| David Alan Grier           | Captain Hill    |